# Barom-Kagyü
Die Barom-Kagyü-Schule (tib.: 'ba' rom bka' brgyud; kurz auch: Bagyü) ist eine der vier größeren Schulen der Kagyü-Schultradition des tibetischen Buddhismus. Die Barom-Kagyü-Schule wurde von Barompa Darma Wangchug (tib.: 'ba rom pa dar ma dbang phyug; 1127–1199/1200), einem der vier bedeutendsten Schüler Gampopas im 12. Jahrhundert gegründet. Von den ihm nachfolgenden Schülern und Meistern wurde die stark praxisorientierte Schule im 12. und 13. Jahrhundert in der tibetischen Region Kham angesiedelt. Kernübertragung dieser Tradition ist die Lehre des Mahamudra. Seit dem 17. Jahrhundert wird diese Linie von den Bagyod-Lamas gehalten. Derzeitiger Linienhalter dieser Tradition ist der 8. Bagyod Rinpoche.